# Гемер

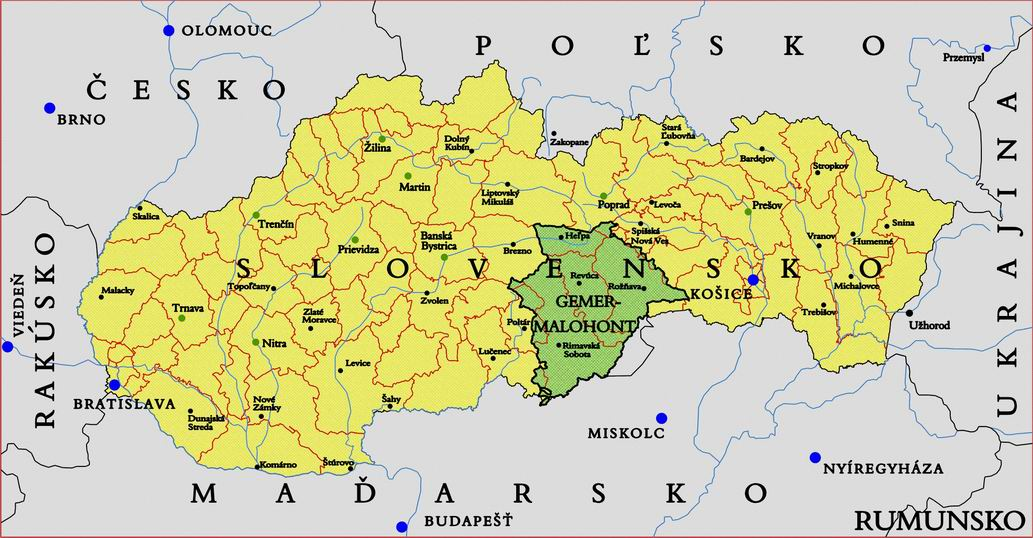
Гемер

Гемер (словац. Gemer, венг. Gömör) — историческая область Словакии. Центр — Гемерски град, позднее Римавска Собота. Располагается на территории современных районов Римавска Собота, Рожнява, Ревуца, Брезно.

## География
Гемер располагается в Словацких Рудных горах, приблизительно между современной словацко-венгерской границей, городами Полтар, Рожнява и Низкими Татрами.

## История
Гемерский комитат возник в XII веке. Первой его столицей была крепость Гемер, затем Плешивец и, после объединения в 1802 году с Малохонтским комитатом — Римавска Собота. В этом городе сохранился турецкий архив 1553-1686 годов. 
Достопримечательности Гемера — замок Красна-Горка и романская ротонда в Шиветицах. В Красна-Горке некоторое время оборонялся венгерский король Бела IV после его поражения в войне с Батыем.